# 人民黨（聯合）
人民黨（聯合）（Janata Dal (United)，缩写为JD(U)）是印度的一个地区性政党，成立于2003年，其势力主要集中于印度东部和东北部，现执掌比哈尔邦政府，也是曼尼普尔邦第二大党。該政黨于2019年印度大选获得19席，2024年印度大选获得12席位，属于全国民主联盟，领导人为尼蒂什·庫瑪爾。